# Вариант Полугаевского
Вариант Полугаевского — одно из разветвлений варианта Найдорфа в сицилианской защите, возникающее после ходов: 
 1. e2-e4 c7-c5 
 2. Кg1-f3 d7-d6 
 3. d2-d4 c5:d4 
 4. Кf3:d4 Кg8-f6 
 5. Кb1-c3 a7-a6 
 6. Сc1-g5 e7-e6 
 7. f2-f4 b7-b5.
Относится к полуоткрытым началам.
Вариант был изобретен в 1950-х гг. Изначально не имел названия, обычно сопровождался указанием, что «был разработан куйбышевскими шахматистами». Позже названием варианта было связано с именем Л. А. Полугаевского, имевшего отношение к первым разработкам данного продолжения и регулярно применявшего его на протяжении многих лет. Также в создании варианта участвовали Ю. Н. Шапошников и А. Ф. Ивашин.
Очень острый, рискованный вариант сицилианской защиты. Не имеет под собой надежной позиционной подоплёки, всё основано на конкретном расчёте, любая неточность может привести к поражению.

В 1977 году Л. А. Полугаевский в своей книге «Рождение варианта» писал, что «вариант не может быть совершенно безупречным, он с червоточиной, и логика шахмат рано или поздно восторжествует...»  Оценка варианта много раз менялась. О. Н. Аверкин писал об этом так:
«Авторитет Полугаевского как аналитика настолько высок, что, когда в практической партии его ожидает успех в этом исключительно остром и запутанном варианте, весь шахматный мир восхищается его изобретением; если постигает неудача <...>, мнение о варианте резко меняется, его называют сомнительным и даже антипозиционным. Сразу находится много опровергателей, а один известный гроссмейстер даже заявил как-то в шутку, что уже самое время издавать вторую часть книги "Рождение варианта" под названием "Закрытие варианта"».
Вариант очень редко встречается на гроссмейстерском уровне.
«Уникальный случай в теории дебютов: похоже, что вариант с 7... b5 был по плечу лишь самому автору — Полугаевскому...»

## Варианты
Поскольку ходы 8. a3, 8. Сd3, 8. Сe2 и т.п. не дают белым перевеса, основной считается позиция, возникающая после 

8. e4-e5 d6:e5

9. f4:e5 Фd8-c7.
Ход 10. Кf3 не создает затруднений для черных. Гамбитная идея А. А. Витолиньша 10. С:b5+, впервые примененная М. Н. Талем, признана некорректной. Главными продолжениями считаются:
- 10. ef Фe5+ 11. Сe2 Фxg5 с некоторым преимуществом у белых после 12. 0-0 или 12. Фd3;
- 10. Фe2 (Вариант Симагина) с идеей удержать e5 и после длинной рокировки начать атаку на застрявшего в центре короля чёрных[3].